# Warmbloedras

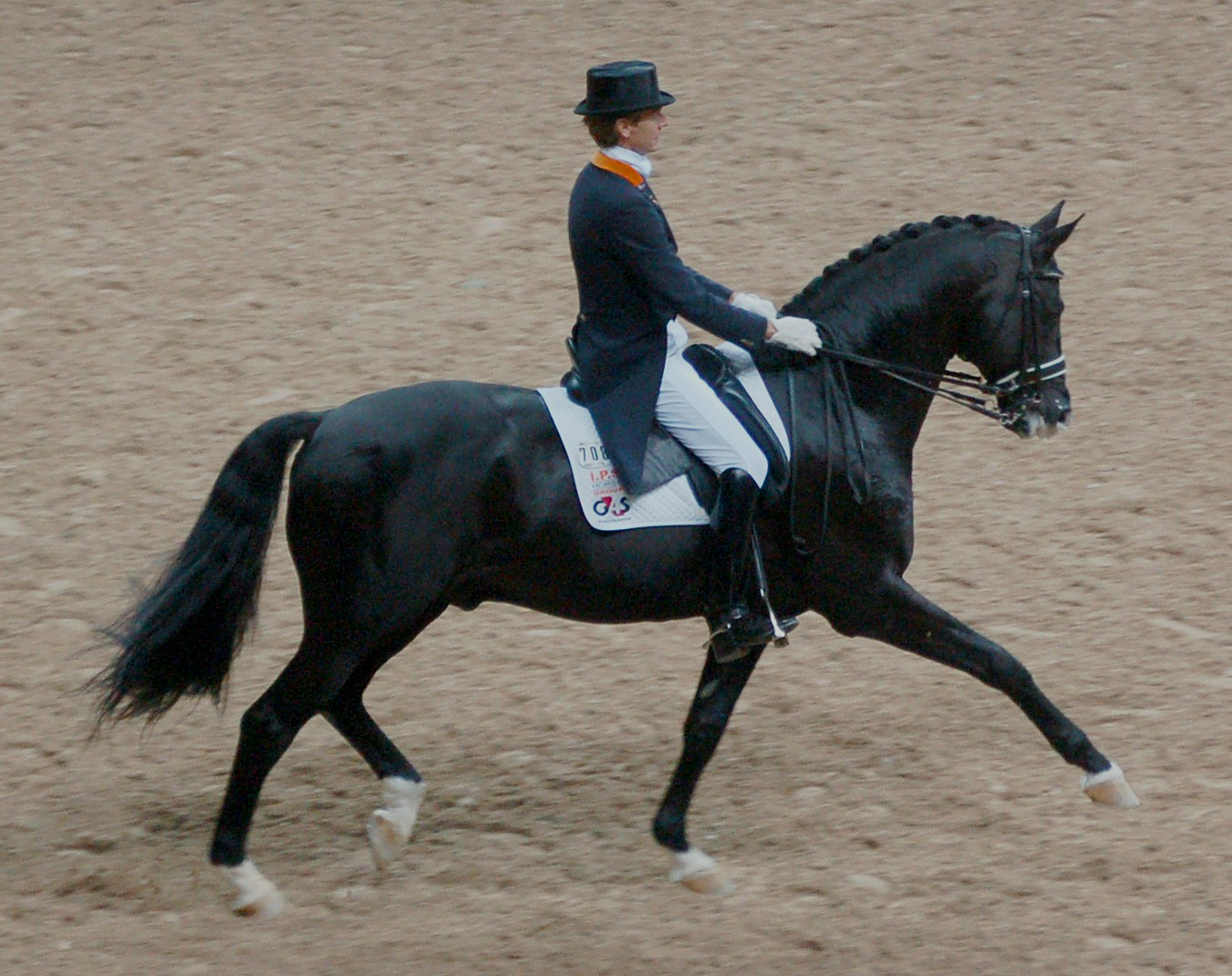
De Trakehner, zoals Gribaldi waarop Edward Gal hier rijdt, is een geliefd warmbloedras.

Een warmbloedras is een paardenras dat zowel volbloeden als koudbloeden onder zijn voorouders heeft. Als zodanig staan warmbloedpaarden tussen volbloeden en koudbloeden: ze delen kenmerken met beide typen. De term warmbloed heeft niets te maken met de regeling van de lichaamstemperatuur – paarden zijn als zoogdieren altijd endotherm – maar verwijst naar het temperament: warmbloedpaarden zijn gretiger dan koudbloedpaarden. Warmbloeden worden bijzonder veel toegepast in de dressuur- en springsport.
Het begrip 'warmbloedpaard' omvat alle paarden die wat bouw betreft tussen koudbloed en volbloed in staan. In het bijzonder wordt de term gebruikt voor die paardenrassen en -stamboeken die vanaf de achttiende eeuw zijn ontstaan uit veredeling van koudbloedpaarden met Arabische volbloed en/of Engelse volbloeden. Ook de barokpaarden, die al wat langer bestaan, vallen onder de warmbloedrassen.

## Geschiedenis
Vermenging van oosterse (volbloed)- en westerse (koudbloed)paarden vond voor het eerst op grote schaal plaats op het Iberisch Schiereiland, tijdens de Moorse overheersing. De berbers drukten een groot stempel op de andalusiërs uit de omgeving van Sevilla. Het Iberische type werd in de vroegmoderne tijd zeer geliefd in Europa; veel paarden werden naar elders gehaald om mee door te fokken. Zo ontstond het zogenaamde barokpaard. Ook in Nederland, waar Spaanse paarden met inheemse werden gekruist, ontstond een ras van barokpaarden: de fries. Het kruisen van koudbloed met warm- of volbloed noemt men rasveredeling.
Tot de achttiende eeuw waren de meeste paarden in Noordwest-Europa van koudbloed- of ponyras. Vanaf de achttiende eeuw, maar vooral vanaf de negentiende, begon men op het Europese vasteland trek- en werkpaarden meer en meer te veredelen met volbloeden, zowel Engelse als Arabische. Hieruit ontstonden verschillende nieuwe warmbloedrassen: dieren met meer zwaarte en kracht dan de arabier, zonder diens edele trekken geheel te verliezen. Ze werden zowel voor de cavalerie en de rijsport alsook voor het gewone boerenwerk gebruikt.
Na de Tweede Wereldoorlog werden paarden als werkdier in de landbouw snel overbodig, maar tegelijkertijd nam het recreatief paardrijden een grote vlucht. Omdat warmbloedrassen beter te berijden zijn dan koudbloedrassen, nam het aandeel warmbloedpaarden in de totale populatie sterk toe.

## Fokpraktijk
Een verschil met zowel volbloed- als koudbloedrassen is dat organisaties van warmbloedfokkers vaak een open stamboek hanteren: er mag worden gefokt met verschillende dekhengsten die niet tot hetzelfde ras hoeven te behoren als de merries. Hengsten worden vooral op hun specifieke kwaliteiten geselecteerd; als een paard daaraan voldoet, kan het al gauw worden opgenomen. Eigenaren kunnen een hengst ook aan stamboekhouders aanbieden. Door deze gang van zaken zijn paarden uit verschillende stamboeken vaak niet of nauwelijks van elkaar te onderscheiden, omdat er geen specifieke kenmerken qua exterieur en karakter bestaan. Daarom spreekt men in de paardenwereld vaak ook niet van 'rassen' als paarden uit zulke stamboeken aan de orde komen.
Niet alle warmbloedstamboeken zijn echter even open. Bij de trakehner bijvoorbeeld is alleen de inmenging van Engelse volbloeden en arabieren (niet per se volbloed) toegestaan. Ook andere rassen, zoals de hannoveraan, de holsteiner en de Selle Français, worden met iets strengere criteria gefokt. Bij de barokpaarden is het stamboek altijd strikt gesloten (wat soms tot inteeltproblemen kan leiden).

## Warmbloedrassen
Onder meer in de volgende landen vindt men warmbloeden in enge zin:

### Duitsland
De meeste warmbloedrassen vindt men in Duitsland. Überhaupt domineren Duitse paarden in de ruitersport: aan de Olympische Spelen in Atlanta van 1996 namen niet minder dan 88 Duitse warmbloeden deel. De meeste van hen waren hannoveranen; andere rassen (eveneens op deze Spelen vertegenwoordigd, in aflopende volgorde) zijn de westfaler, de holsteiner, de oldenburger, de trakehner, de rijnlander, de württemberger, het Rheinland-Palts-Saarpaard, de Beierse warmbloed en de mecklemburger.

### Nederland
Ook Nederlandse paarden ziet men heel veel op paardensportevenementen: op de Spelen van 1996 hielden ze met 33 dieren de tweede plaats. De Nederlandse warmbloedrassen gelderlander en groninger werden na de oorlog op grote schaal gekruist in het Koninklijk Warmbloed Paardenstamboek Nederland (KWPN), dat een succesvol sport- en vrijtijdspaard voortbracht. Dit maakte de twee oude rassen, met name de groninger, echter wel uiterst schaars. Thans worden deze dieren gefokt door een kleine kring van liefhebbers.
Een equivalent van het KWPN, maar dan tevens voor pony's, is het Nederlands Rijpaarden en Pony Stamboek (NRPS).

### België
In België bestond tot de jaren 50 geen traditie met het fokken van warmbloedpaarden; maneges gebruikten gewoon Belgische trekpaarden. Sindsdien is men echter uit dit ras wel warmbloedpaarden gaan fokken; zie hiervoor Belgisch warmbloedpaard.

### Elders
Frankrijk (Selle Français), Zwitserland, Oostenrijk, Denemarken, Zweden en Finland hebben alle hun eigen warmbloedpaardenras. Paarden van dit type zijn niet beperkt tot het Europese vasteland: zeker Ierse sportpaarden ziet men vrij veel in de springsport, en voorts zijn bijna alle Amerikaanse rijpaarden warmbloedpaarden, evenals het Zuid-Afrikaanse boerperd en de Australische waler.